# Megaselia curticiliata
Megaselia curticiliata är en tvåvingeart som beskrevs av Borgmeier 1967. Megaselia curticiliata ingår i släktet Megaselia och familjen puckelflugor. Inga underarter finns listade i Catalogue of Life.